# Mám rád tu řeku

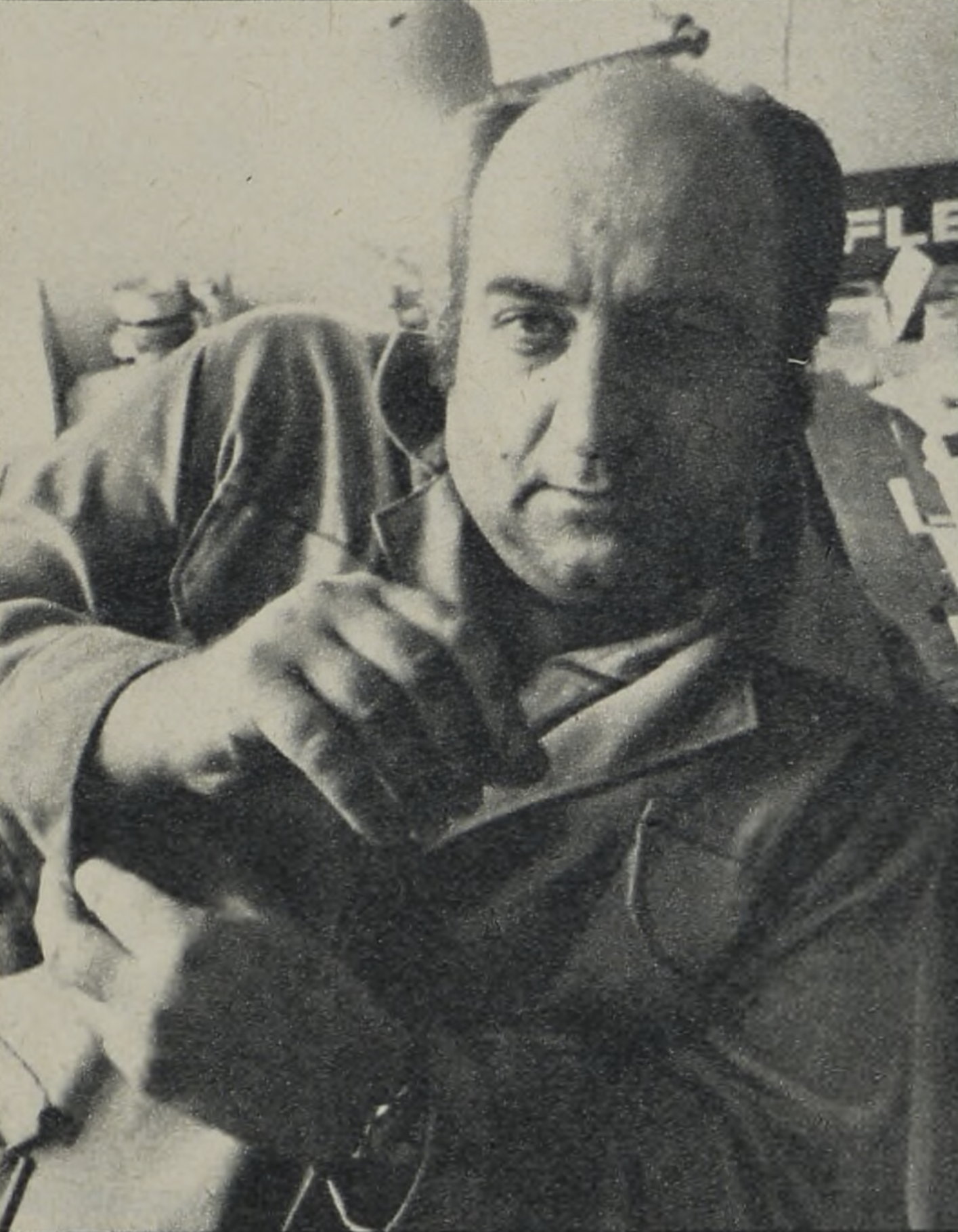
Ota Pavel

Mám rád tu řeku je výbor šesti posmrtně vydaných povídek českého spisovatele Oty Pavla. Většina povídek ve výboru nebyla předtím nikdy vydána. Byla vydána v roce 1989 hudebním vydavatelstvím Supraphon v rámci edice Lyra Pragensis, v kolibřím vydání vázaném v kůži, doplněné ilustracemi Vladimíra Renčína. Povídky ve výboru jsou především autobiografické, mnoho z nich je spojeno s rybářstvím a řekou Berounkou.

## Obsah knihy
Výbor Mám rád tu řeku obsahuje následující povídky:
- Lov bolena dravého
- Batoh z jelena
- Potok pana inženýra
- Ve džbánku budeš mít čistou vodu
- Fialový poustevník
- Mám rád tu řeku

Výbor je doplněn Poznámkou Bohumila Svozila, ve které přibližuje života a dílo Oty Pavla.